# Nutrigenetica
La nutrigenetica è una scienza applicata che studia le modalità con cui la genetica di un individuo risponde all'introito di alimenti e la suscettibilità a patologie correlate con la dieta. 
L'obiettivo della nutrigenetica è migliorare le raccomandazioni nutrizionali al fine di giungere ad una dieta personalizzata.